# Liste der denkmalgeschützten Objekte in Gramastetten
Die Liste der denkmalgeschützten Objekte in Gramastetten enthält die 7 denkmalgeschützten, unbeweglichen Objekte der Gemeinde Gramastetten in Oberösterreich (Bezirk Urfahr-Umgebung).

## Denkmäler
| Foto |                 | Denkmal                                                                  | Standort                                      | Beschreibung | Metadaten |
| ---- | --------------- | ------------------------------------------------------------------------ | --------------------------------------------- | --- | --- |
| ja   | Datei hochladen | Burgruine Lichtenhag HERIS-ID: 13759 Objekt-ID: 9970                     | bei Burgruinenweg 1 Standort KG: Gramastetten | Die Burgruine Lichtenhag ist eine kleine, spätgotische Burganlage mit dreieckigem Grundriss. Sie besteht aus einem Wohnturm, einer Ringmauer und dem ehemaligen Torwärterhaus. | BDA-Hist.: Q1015398 Status: Bescheid Stand der BDA-Liste: 2025-06-30 Name: Burgruine Lichtenhag GstNr.: 440/3, 440/2 Burgruine Lichtenhag                                                                                |
| ja   | Datei hochladen | Kalvarienbergkirche HERIS-ID: 13756 Objekt-ID: 9967                      | Kreuzweg Standort KG: Gramastetten            | Die Kalvarienbergkirche wurde zwischen 1831 und 1834 von Johann Ramerstorfer geschaffen, wobei der schlichte Bau aus der Zeit des Vormärz stilistisch an die Barockzeit angelehnt wurde. Der Hochaltar aus der Bauzeit beherbergt eine lebensgroße nazarenische Kreuzigungsgruppe von Franz Xaver Schneider.     | BDA-Hist.: Q38185214 Status: Bescheid Stand der BDA-Liste: 2025-06-30 Name: Kalvarienbergkirche GstNr.: .139/2 Kalvarienbergkirche Gramastetten                                                                          |
| ja   | Datei hochladen | Hl. Grabkapelle HERIS-ID: 13758 Objekt-ID: 9969seit 2014                 | bei Kreuzweg 21 Standort KG: Gramastetten     | Die Hl. Grabkapelle befindet sich östlich der Kalvarienbergkirche. Die Giebelkapelle aus dem 2. Viertel des 19. Jahrhunderts beherbergt Skulpturen des Leichnams Christi und zweier Wächter, die von Engelbert Westreicher geschaffen wurden.                                                                    | BDA-Hist.: Q38185237 Status: Bescheid Stand der BDA-Liste: 2025-06-30 Name: Hl. Grabkapelle GstNr.: 1383/1 Grabkapelle Gramastetten                                                                                      |
| ja   | Datei hochladen | 11 Stationen der Kreuzweganlage HERIS-ID: 13757 Objekt-ID: 9968seit 2014 | Linzerstraße Standort KG: Gramastetten        | Die Kreuzweganlage war ursprünglich oval um die Kalvarienbergkirche aufgestellt. Sie besteht aus Wegkapellen mit Pyramidendach sowie nazarenischen Stationsreliefs von F. X. Schneider aus den Jahren 1834/35.                                                                                                   | BDA-Hist.: Q38185227 Status: Bescheid Stand der BDA-Liste: 2025-06-30 Name: 11 Stationen der Kreuzweganlage GstNr.: 288, 2685, 1374/8, 1425, 1357/2, 280/2, 291, 259/1, 1374/6, 283/4 Stations of the Cross Gramastetten |
| ja   | Datei hochladen | Kath. Pfarrkirche hl. Laurentius HERIS-ID: 13754 Objekt-ID: 9965         | Marktstraße Standort KG: Gramastetten         | Die Pfarrkirche wurde im 15. bis 16. Jahrhundert an der Stelle eines im 12. Jahrhundert geweihten Vorgängerbaus im spätgotischen Stil errichtet und besitzt eine bedeutende, neogotische Einrichtung. | BDA-Hist.: Q25266013 Status: § 2a Stand der BDA-Liste: 2025-06-30 Name: Kath. Pfarrkirche hl. Laurentius GstNr.: .1 Pfarrkirche Gramastetten                                                                             |
| ja   | Datei hochladen | Pfarrhof HERIS-ID: 13755 Objekt-ID: 9966                                 | Marktstraße 1 Standort KG: Gramastetten       | Der Pfarrhof liegt westlich der Pfarrkirche und wurde zwischen dem 17. und 18. Jahrhundert errichtet und nach einem Brand Mitte des 19. Jahrhunderts erneuert. Der langgestreckte, zweigeschoßige Bau verfügt über ein Satteldach, eine schlichte Putzgliederung und steinerne Fenstergewände mit Streckgittern. | BDA-Hist.: Q38185205 Status: § 2a Stand der BDA-Liste: 2025-06-30 Name: Pfarrhof GstNr.: .2, .3 Pfarrhof Gramastetten |
| ja   | Datei hochladen | Figurenbildstock hl. Johannes Nepomuk HERIS-ID: 13761 Objekt-ID: 9972    | bei Marktstraße 1 Standort KG: Gramastetten   | Der Figurenbildstock hl. Johannes Nepomuk befindet sich vor dem Pfarrhof und wurde um 1730/40 geschaffen. | BDA-Hist.: Q38185331 Status: § 2a Stand der BDA-Liste: 2025-06-30 Name: Figurenbildstock hl. Johannes Nepomuk GstNr.: 1/1 Figurenbildstock hl. Nepomuk Gramastetten                                                      |